# Baccellatura
In oreficeria, si definisce baccellatura una tipica lavorazione consistente nel creare delle gobbe direttamente sull'oggetto che l'artigiano orafo sta costruendo. Il risultato finale è spesso un insieme di forme tondeggianti e curve, più o meno profonde, sul monile. Il prodotto, detto appunto "baccello", si ottiene lavorando il metallo con la lima da orafo, con cui si creano determinate forme e fantasie.